# 锡金假鳞毛蕨
锡金假鳞毛蕨（学名：Lastrea elwesii）为金星蕨科假鳞毛蕨属下的一个种。

## 扩展阅读
維基物種上的相關：锡金假鳞毛蕨